# Ambrose Gaines

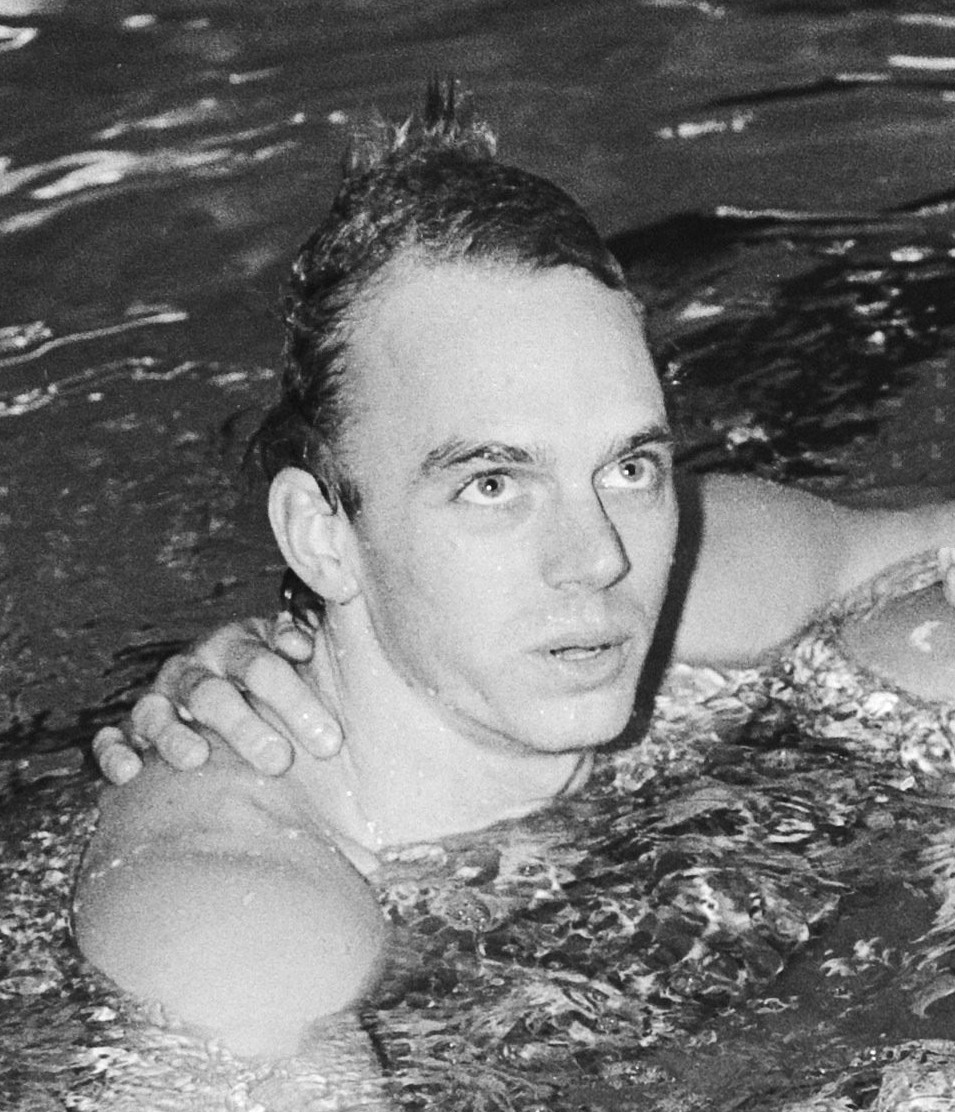
Rowdy Gaines, 1983

Ambrose „Rowdy“ Gaines (* 17. Februar 1959) ist ein ehemaliger US-amerikanischer Schwimmer.
Bei den Olympischen Spielen 1984 in Los Angeles wurde er Olympiasieger über 100 m Freistil und mit den Staffeln über 4 × 100 m (Freistil und Lagen) der USA. Damit gehörte er neben Michael Groß zu den besten Schwimmern bei diesen Olympischen Spielen. Nach seiner Karriere als Schwimmer wurde er Co-Kommentator bei dem Rundfunk- und Fernsehsender NBC. Im Jahr 1995 wurde er in die Ruhmeshalle des internationalen Schwimmsports aufgenommen.